# Georg Kolbe
Georg Kolbe (Waldheim, 15 aprile 1877 – Berlino, 20 novembre 1947) è stato uno scultore e pittore tedesco.

## Biografia
Studiò pittura alle accademie di belle arti di Dresda e Monaco e all'Académie Julian di Parigi. Tra il 1898 e il 1901 soggiornò a Roma dove si avvicinò alla scultura, che a partire dal 1909 diventò la sua attività esclusiva. Si specializzò in nudi e occasionalmente busti, scolpendo principalmente in bronzo.
Inizialmente caratterizzato da una certa originalità e freschezza, con la salita al potere del nazismo il suo stile divenne più rigoroso e monumentale, e abbracciò temi epico-nazionalistici legati alla mitologia nordica e al concetto di razza superiore.